# Jaap Romijn
Jacob Pieter (Jaap) Romijn (Utrecht, 29 maart 1912 - Ellewoutsdijk, 22 mei 1986) was een Nederlands letterkundige, uitgever (van uitgeverij Bruna), journalist. muziekcriticus en museumdirecteur. Hij was tijdens de oorlogsjaren 1941-1944 een van de ongeveer veertig medewerkers aan het legendarische surrealistische tijdschrift De Schone Zakdoek. Hij schreef aanvankelijk poëzie, maar later meest korte verhalen en - een enkele keer in samenwerking met Anton Roothaert - detectiveromans. Hij heeft ook gepubliceerd onder de pseudoniemen W. Indenhaeck en Willem Enklaar.

## Levensloop
Toen Jaap Romijn acht jaar was overleed zijn vader. Hij was leerling aan het Stedelijk Gymnasium Utrecht, volgde de Jan van Nassau-kweekschool, ook in Utrecht en werd onderwijzer. Al gauw werd hij in 1922 uitgenodigd om een kunstrubriek te organiseren, zo kwam hij bij het Utrechts Nieuwsblad in dienst als muziek-redacteur. Hij was verbonden aan de Christelijke Auteurskring en werd redacteur van het tijdschrift Opwaartsche Wegen. In de oorlog werkte hij voor de uitgever W. de Haan te Hilversum en organiseerde hij een clandestiene boekenserie onder de naam Schildpadreeks (1943-1944). Romijn was geregelde gast op de maandagavond bijeenkomsten ten huize van Gertrude Pape, waar hij meewerkte en meeschreef aan het surrealistische maandblad in één exemplaar, getiteld De Schone Zakdoek. Daarnaast publiceerde hij clandestien het literaire tijdschrift Ad interim (april-augustus 1944). Ook was hij muziekmedewerker bij Het Parool.
Na de oorlog verscheen het blad Ad Interim van 1945-1949 opnieuw, waarna het opging in het maandblad De Gids). Verder gaf hij een serie kleine clandestiene boekjes uit onder de naam Handpalmreeks. In 1944 werd hij secretaris van de directie van uitgeverij Bruna, waarvan hij later mededirecteur werd. Op 1 oktober 1964 werd hij directeur van het gemeentelijk museum Princessehof in Leeuwarden, dat hij wist op te bouwen tot een internationaal bekend museum op het gebied van keramiek.
Publiceerde, deels onder het pseudoniem E. Legrand, proza en poëzie in de tijdschriften en in de verzamelbundels "De dichters van het jaar", "Moderne religieuze lyriek", "Vrij Nederlandsch Liedboek" en "Berijmd Verzet". Redigeerde een boek over Utrecht,"Het hart van Nederland", dat in 1941door de Duitzers op het punt van afdrukken verboden werd, een bundel karakteristieken van Nederlandse klassieken, "De Wichelroede" en tezamen met C. Leeflang, een bundel kerstliteratuur.